# Carebara
Carebara lignata
Genre
Espèce
Carebara est un genre de fourmis de la sous-famille des Myrmicinae et de la famille des Formicidae.

## Présentation
C'est l'un des plus grands genres de myrmicinae avec plus de 174 espèces réparties dans le monde entier dans les tropiques et la région afrotropicale. Beaucoup d'entre eux sont de très petits habitants du sol cryptique et de la litière de feuilles. Ils nichent dans du bois pourri auquel l'écorce adhère encore dans la région afrotropicale, ou peuvent être commensaux nichant à proximité d'autres espèces de fourmis. Certaines espèces sont connues pour exister de manière parasitaire dans les nids de termites. On sait peu de choses sur la biologie de l'espèce. Cependant, ils se distinguent par la grande différence de taille entre les reines et les ouvrières,. 

## Espèces de Carebara
- Carebara aborensis (Wheeler, 1913)
- Carebara abuhurayri Sharaf & Aldawood, 2011
- Carebara acuta (Weber, 1952)
- Carebara acutispina (Xu, 2003)
- Carebara afghana (Pisarski, 1970)
- Carebara africana (Forel, 1910)
- Carebara alluaudi (Santschi, 1913)
- Carebara alperti Fernández, 2010
- Carebara alpha (Forel, 1905)
- Carebara altinoda (Xu, 2003)
- Carebara amia (Forel, 1913)
- Carebara ampla Santschi, 1912
- Carebara angolensis (Santschi, 1914)
- Carebara angulata Fernández, 2004
- Carebara anophthalma (Emery, 1906)
- Carebara arabara Fernández, 2010
- Carebara arabica (Collingwood & Van Harten, 2001)
- Carebara armata (Donisthorpe, 1948)
- Carebara arnoldi (Forel, 1913)
- Carebara arnoldiella (Santschi, 1919)
- Carebara asina (Forel, 1902)
- Carebara atoma (Emery, 1900)
- Carebara audita Fernández, 2004
- Carebara bartrumi Weber, 1943
- Carebara bengalensis (Forel, 1902)
- Carebara beta (Forel, 1905)
- Carebara bicarinata Santschi, 1912
- Carebara bihornata (Xu, 2003)
- Carebara borealis (Terayama, 1996)
- Carebara bouvardi (Santschi, 1913)
- Carebara brasiliana Fernández, 2004
- Carebara brevipilosa Fernández, 2004
- Carebara bruchi (Santschi, 1933)
- Carebara bruni (Forel, 1913)
- Carebara butteli (Forel, 1913)
- Carebara capreola (Wheeler, 1927)
- Carebara carinata Bharti & Kumar, 2013
- Carebara castanea Smith, 1858
- Carebara coeca Fernández, 2004
- Carebara concinna (Mayr, 1867)
- Carebara convexa (Weber, 1950)
- Carebara coqueta Fernández, 2006
- Carebara cornigera (Forel, 1902)
- Carebara crassiuscula (Emery, 1900)
- Carebara cribriceps (Wheeler, 1927)
- Carebara crigensis (Belshaw & Bolton, 1994)
- Carebara curvispina (Xu, 2003)
- Carebara debilis (Santschi, 1913)
- Carebara dentata Bharti & Kumar, 2013
- Carebara deponens (Walker, 1859)
- Carebara diabola (Santschi, 1913)
- Carebara diabolica (Baroni Urbani, 1969)
- Carebara distincta (Bolton & Belshaw, 1993)
- Carebara donisthorpei (Weber, 1950)
- Carebara elmenteitae (Patrizi, 1948)
- Carebara elongata Fernández, 2004
- Carebara erythraea (Emery, 1915)
- Carebara escherichi (Forel, 1911)
- Carebara fayrouzae Sharaf, 2013
- Carebara frontalis (Weber, 1950)
- Carebara globularia Fernández, 2004
- Carebara grandidieri (Forel, 1891)
- Carebara guineana Fernández, 2006
- Carebara hannya (Terayama, 1996)
- Carebara hornata Bharti & Kumar, 2013
- Carebara hunanensis (Wu & Wang, 1995)
- Carebara inca Fernández, 2004
- Carebara incerta (Santschi, 1919)
- Carebara incierta Fernández, 2004
- Carebara infima (Santschi, 1913)
- Carebara intermedia Fernández, 2004
- Carebara jacobsoni (Forel, 1911)
- Carebara jeanneli (Santschi, 1913)
- Carebara jiangxiensis (Wu & Wang, 1995)
- Carebara junodi Forel, 1904
- Carebara khamiensis (Arnold, 1952)
- Carebara kofana Fernández, 2004
- Carebara lamellifrons (Forel, 1902)
- Carebara langi Wheeler, 1922
- Carebara latro (Santschi, 1937)
- Carebara leei (Forel, 1902)
- Carebara lignata Westwood, 1840
- Carebara longiceps (Santschi, 1929)
- Carebara longii (Wheeler, 1903)
- Carebara lucida (Santschi, 1917)
- Carebara lusciosa (Wheeler, 1928)
- Carebara majeri Fernández, 2004
- Carebara manni (Donisthorpe, 1941)
- Carebara mayri (Forel, 1901)
- Carebara menozzii (Ettershank, 1966)
- Carebara minima (Emery, 1900)
- Carebara minuta Fernández, 2004
- Carebara mjobergi (Forel, 1915)
- Carebara nana (Santschi, 1919)
- Carebara nayana (Sheela & Narendran, 1997)
- Carebara norfolkensis (Donisthorpe, 1941)
- Carebara nosindambo (Forel, 1891)
- Carebara nuda Fernández, 2004
- Carebara obtusidenta (Xu, 2003)
- Carebara octata (Bolton & Belshaw, 1993)
- Carebara oertzeni (Forel, 1886)
- Carebara oni (Terayama, 1996)
- Carebara osborni Wheeler, 1922
- Carebara overbecki (Viehmeyer, 1916)
- Carebara paeta (Santschi, 1937)
- Carebara panamensis (Wheeler, 1925)
- Carebara patrizii Menozzi, 1927
- Carebara paya Fernández, 2004
- Carebara perpusilla (Emery, 1895)
- Carebara peruviana (Emery, 1906)
- Carebara petulca (Wheeler, 1922)
- Carebara pilosa Fernández, 2004
- Carebara pisinna (Bolton & Belshaw, 1993)
- Carebara polita (Santschi, 1914)
- Carebara polyphemus (Wheeler, 1928)
- Carebara propomegata Bharti & Kumar, 2013
- Carebara pseudolusciosa (Wu & Wang, 1995)
- Carebara punctata (Karavaiev, 1931)
- Carebara qianliyan Terayama, 2009
- Carebara raja (Forel, 1902)
- Carebara rara (Bolton & Belshaw, 1993)
- Carebara rectangulata Bharti & Kumar, 2013
- Carebara rectidorsa (Xu, 2003)
- Carebara reina Fernández, 2004
- Carebara reticapita (Xu, 2003)
- Carebara reticulata Fernández, 2004
- Carebara robertsoni (Bolton & Belshaw, 1993)
- Carebara rothneyi (Forel, 1902)
- Carebara rugata (Forel, 1913)
- Carebara sakamotoi Terayama, Lin & Eguchi, 2012
- Carebara sangi (Eguchi & Bui, 2007)
- Carebara santschii (Weber, 1943)
- Carebara sarasinorum (Emery, 1901)
- Carebara sarita (Bolton & Belshaw, 1993)
- Carebara satana (Karavaiev, 1935)
- Carebara sauteri (Forel, 1912)
- Carebara semilaevis (Mayr, 1901)
- Carebara sicheli Mayr, 1862
- Carebara silvestrii (Santschi, 1914)
- Carebara simalurensis (Forel, 1915)
- Carebara similis (Mayr, 1862)
- Carebara sinhala Fischer, Azorsa & Fisher, 2014
- Carebara sodalis (Emery, 1914)
- Carebara spinata Bharti & Kumar, 2013
- Carebara stenoptera (Kusnezov, 1952)
- Carebara striata (Xu, 2003)
- Carebara sublatro (Forel, 1913)
- Carebara subreptor (Emery, 1900)
- Carebara sudanensis (Weber, 1943)
- Carebara sudanica Santschi, 1933
- Carebara sundaica (Forel, 1913)
- Carebara tahitiensis (Wheeler, 1936)
- Carebara taiponica (Wheeler, 1928)
- Carebara taprobanae (Forel, 1911)
- Carebara tenua Fernández, 2004
- Carebara termitolestes (Wheeler, 1918)
- Carebara thoracica (Weber, 1950)
- Carebara traegaordhi (Santschi, 1914)
- Carebara ugandana (Santschi, 1923)
- Carebara urichi (Wheeler, 1922)
- Carebara vidua Smith, 1858
- Carebara viehmeyeri (Mann, 1919)
- Carebara villiersi (Bernard, 1953)
- Carebara voeltzkowi (Forel, 1907)
- Carebara vorax (Santschi, 1914)
- Carebara weyeri (Karavaiev, 1930)
- Carebara wheeleri (Ettershank, 1966)
- Carebara wroughtonii (Forel, 1902)
- Carebara yamatonis (Terayama, 1996)

### Espèces fossiles
- †Carebara antiqua (Mayr, 1868)
- †Carebara bohemica (Novák, 1877)
- †Carebara groehni
- †Carebara kutscheri

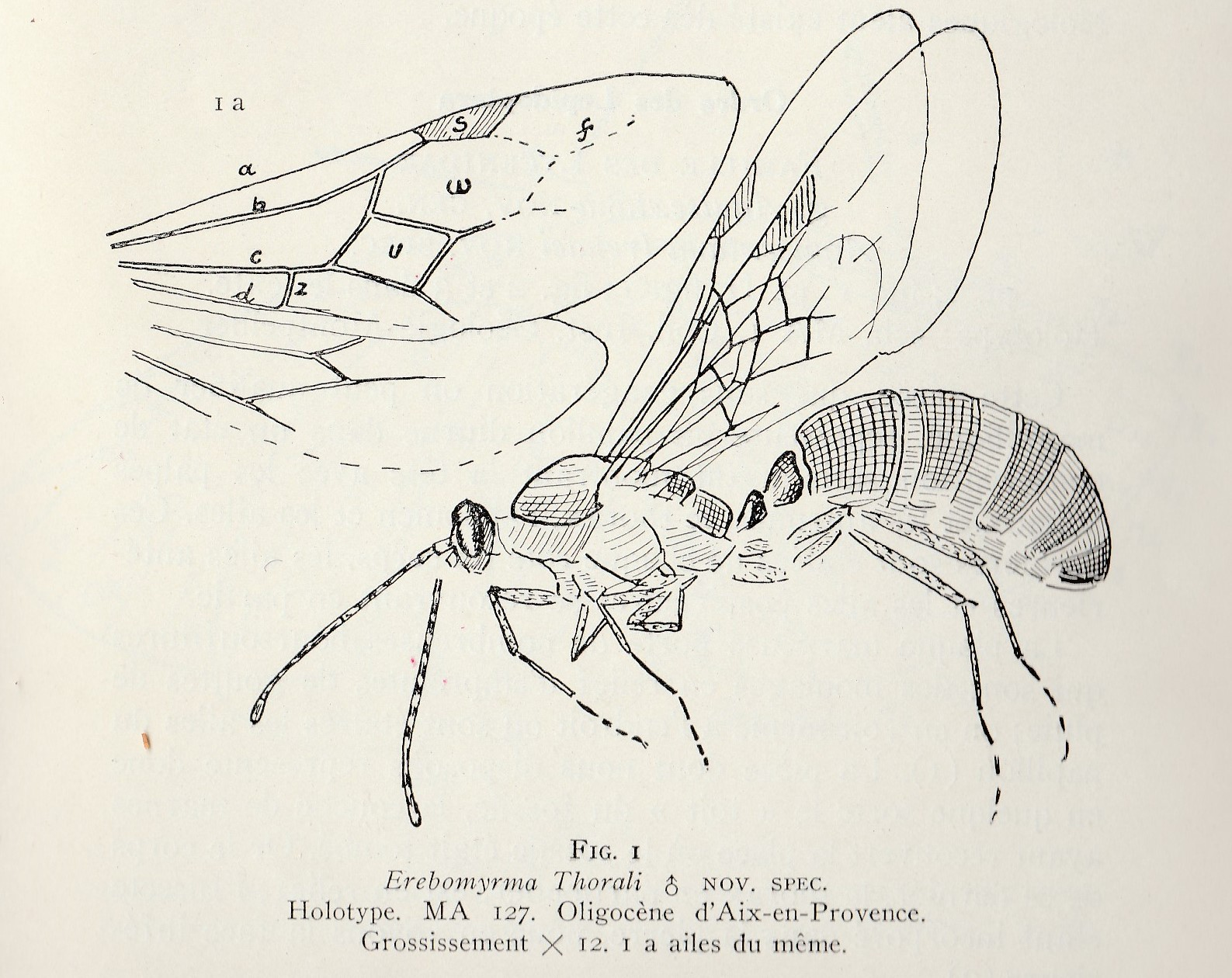
Erebomyrma Thorali est un taxon découvert par Nicolas Théobald en 1937 à Aix-en-Provence.

- †Carebara nitida (Dlussky & Perkovsky, 2002)
- †Carebara rugiceps
- †Carebara schossnicensis
- †Carebara sophiae (Emery, 1891)
- †Carebara thorali (Théobald, 1937)
- †Carebara ucrainica (Dlussky & Perkovsky, 2002)[1]

### Article
- A. Aldawood, M. Sharaf et B. Taylor, « First record of the myrmicine ant genus Carebara Westwood, 1840 (Hymenoptera: Formicidae) from Saudi Arabia with description of a new species, C. abuhurayri sp. n. », ZooKeys, no 92,‎ 2011, p. 61–69 (PMID 21594112, PMCID 3084545, DOI 10.3897/zookeys.92.770).